# Paul Schulze (biologiste)
Pour les articles homonymes, voir Paul Schulze.
Paul Schulze (né le 20 novembre 1887 et décédé le 13 mai 1949) était un biologiste allemand et recteur de l'Université de Rostock de 1932 à 1936.

## Publications
(incomplet)
- P. Schulze. "Zur vergleichenden Anatomie der Zecken". Zeitschrift für Morphologie und Ökologie der Tiere 1935 (May) ; 30 (1) : 1–40. Preview